# New Red Archives
La New Red Archives è un'etichetta indipendente statunitense fondata a San Francisco nel 1987 da Nicky Garratt, chitarrista della band UK Subs.
Originariamente nata per produrre solamente dischi in vinile, oggi distribuisce in tutto il mondo sia vinili che compact disc di genere punk rock ed hardcore.

## Artisti
- Accustomed To Nothing
- Anti-Flag
- Badtown Boys
- Christ On A Crutch
- Corrupted Ideals
- Crucial Youth
- Dead Lazlo's Place
- Dehumanized
- Hogans Heroes
- Jack Killed Jill
- Kraut
- Loudmouths
- M.D.C.
- No Use for a Name
- P.E.D.
- Rail
- Reagan Youth
- Samiam
- Shirk Circus
- Snap-Her
- Social Unrest
- Squat
- Swingin' Utters
- Ten Bright Spikes
- The Nukes
- Two Line Filler
- Ultraman
- UK Subs

## Compilation
- At War With Society
- Hardcore Breakout USA Volume 1
- Hardcore Breakout USAVolume 2
- Live At The Bottom Of The Hill
- Peace/War
- Split Vision Volume 1
- Split Vision Volume 2